# Rua da Bahia
19° 56' 20" S 43° 56' 29" O

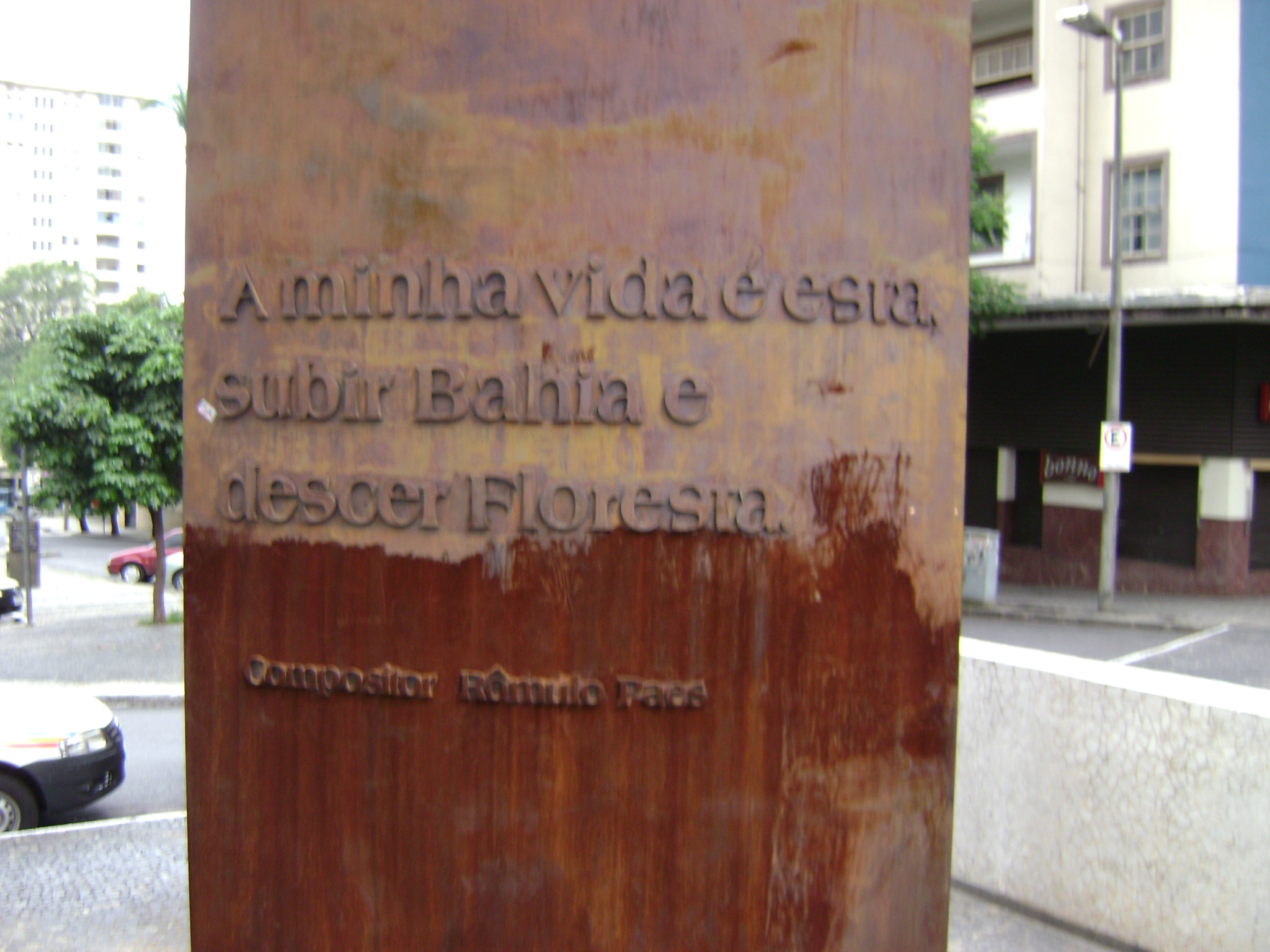
Inscrição na rua da Bahia.

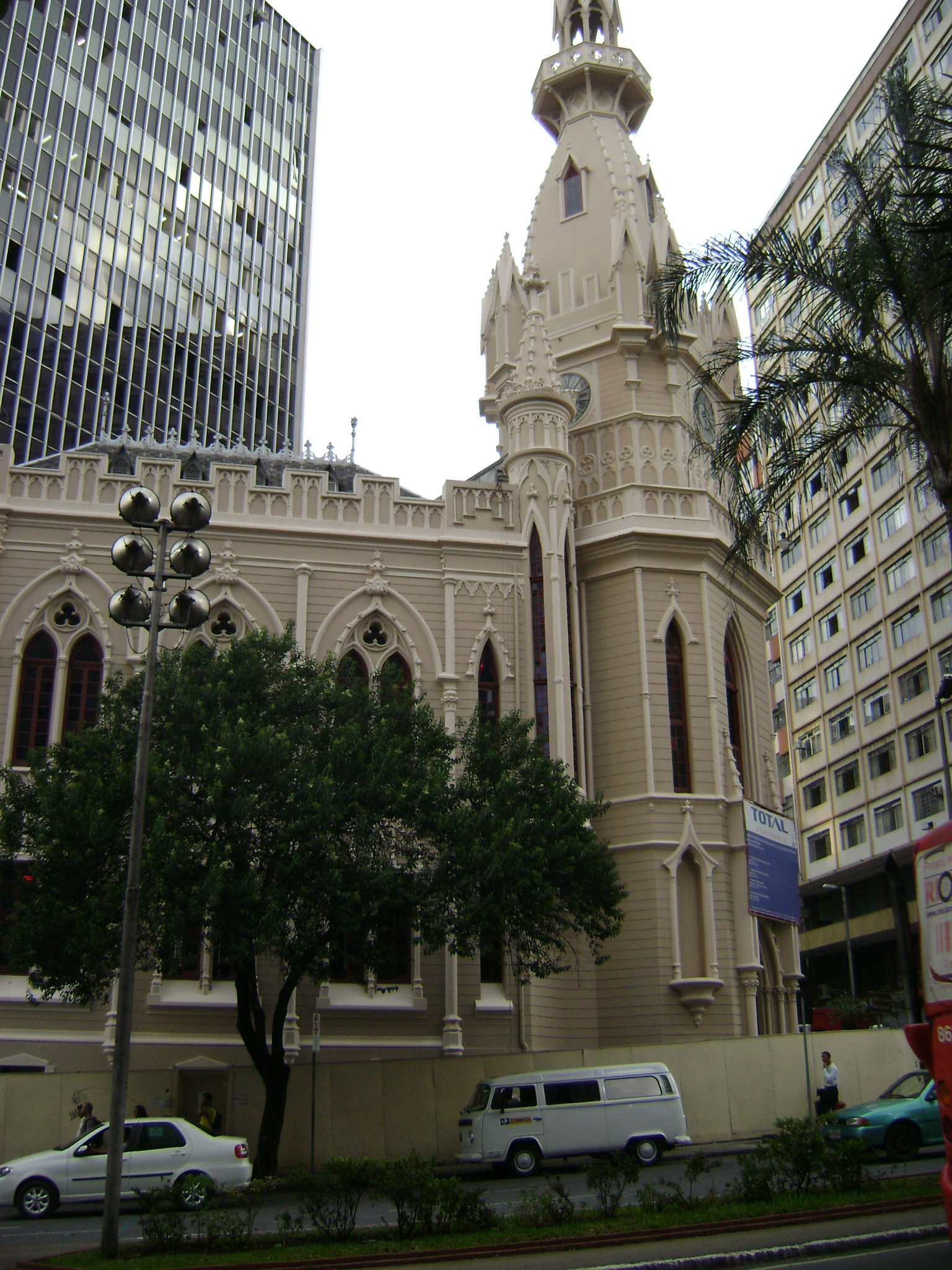
Museu da Moda de Belo Horizonte, no cruzamento da rua com a Avenida Augusto de Lima.

Rua da Bahia é uma rua de Belo Horizonte. Localizada na Região Centro-Sul, corta os bairros Centro e Lourdes, e serve de limite para a Savassi. É uma das mais conhecidas vias da capital mineira. Tem importância histórica e cultural. Já foi palco de manifestações políticas e objeto de diversas crônicas e poemas, de autores mineiros e nacionais.

## História
A rua faz parte do projeto original de Belo Horizonte e foi inaugurada junto com a capital, então chamada de Cidade de Minas Gerais, em 1897.
Nas primeiras décadas do século XX, experimentou grande efervescência política e cultural, ficando conhecida como a porta da cidade, por traçar uma linha reta entre a antiga Estação Ferroviária de Minas Gerais e o Palácio da Liberdade, sede do Governo estadual.
Na esquina com a avenida Augusto de Lima, onde atualmente há o edifício Maletta, localizava-se o Grande Hotel, no qual se hospedaram as maiores personalidades da época. Na esquina com a rua Goiás, havia o Teatro Municipal. Em toda a sua extensão, existiam cafés, livrarias, charutarias e leiterias. Entre os estabelecimentos famosos no período, destacam-se a confeitaria Suíça, a sorveteria Camponesa, o Trianon, a Gruta Metrópole  e o Clube Belo Horizonte.
Em 1908, durante a visita de Alberto de Oliveira à cidade, a população atirou das janelas pétalas de rosas em homenagem ao poeta, enquanto ele seguia a rua rumo à Praça da Liberdade.
Em 20 de fevereiro de 1910, Rui Barbosa, candidato civil durante a Campanha Civilista movida contra o marechal Hermes da Fonseca, realizou seu ato político descendo a Rua da Bahia e discursando no Grande Hotel.
Em 1916, estudantes universitários celebraram na via a chegada de Olavo Bilac, cobrindo o chão com capas sobre as quais andou o poeta.
Na década de 20, entre os frequentadores dos cafés da Rua da Bahia, como o Estrela, e de livrarias, como a Francisco Alves, destacavam-se Carlos Drummond de Andrade, Pedro Nava, Emílio Moura, Abgar Renault, João Alphonsus, Martins de Almeida, Gustavo Capanema e Milton Campos.

## Localização e adjacências
Tem início no Centro, na Avenida do Contorno, seguindo ao cruzamento com a Rua dos Guaicurus, em seguida com a Avenida Santos Dummont, e depois com a Avenida Amazonas e Rua dos Caetés, todas estas no seguimento paralelo à Praça Rui Barbosa, onde se localiza o Museu de Artes e Ofícios (MAO).
Os próximos cruzamentos que se seguem são com a Rua dos Tupinambás, com a Rua dos Carijós, com a Rua dos Tamóios e com o Viaduto de Santa Tereza, até o cruzamento com à Avenida Afonso Pena.
Segue cruzando com a Rua dos Tupis, com a Rua dos Goitacazes e Rua Goiás na Praça Prof. Alberto Deodato, e em seguida com a Avenida Augusto de Lima (próximo à Praça Afonso Arinos), com as Avenida Álvares Cabral e Rua dos Guajajaras (na Praça Rômulo Paes), seguindo, com a Rua dos Timbiras, com a Rua dos Aimorés e com Rua Bernardo Guimarães, seguida da Rua Gonçalves Dias até o cruzamento com as Avenida Bias Fortes e Rua Alvarenga Peixoto.
Segue no cruzamento com a Rua Prof. Antônio Aleixo e Avenida Brasil na Praça do Palácio dos Despachos e onde se localiza a sede do Minas Tênis Clube, segue-se também a interseção com a Rua Prof. Francisco Brant, e em seguida o cruzamento com as Rua Antônio de Albuquerque, com a Rua Fernandes Tourinho até seu termino na Avenida do Contorno (no bairro Santo Antônio).
Ao longo de seu trajeto, estão localizadas importantes construções e localidades de relevância histórica para a cidade, como o Viaduto Santa Tereza, o Parque Municipal, o Othon Palace Hotel, o Edifício Maletta, o Museu da Moda de Belo Horizonte, a Faculdade de Direito da UFMG, a Academia Mineira de Letras, a Basílica de Nossa Senhora de Lourdes, a Biblioteca Pública Estadual Luiz de Bessa, o conjunto arquitetônico da Praça da Liberdade, o Minas Tênis Clube e a Arena Telemig Celular.

## Representação na cultura popular
A Rua da Bahia já foi homenageada em textos de diversos escritores, entre eles, Carlos Drummond de Andrade e Pedro Nava.
O compositor Rômulo Paes (Rômulo Pais) é o autor da frase "A minha vida é esta, subir Bahia e descer Floresta.", gravada num monumento na Praça Afonso Arinos.